# Anne, kraljevska princesa
Anne, kraljevska princesa (polno ime Anne Elizabeth Alice Louise), rojena 15. avgusta 1950, je drugi otrok in edina hči britanske kraljice Elizabete II. in princa Filipa, vojvode Edinburškega. V času rojstva je bila tretja v vrsti za nasledstvo britanskega prestola, za mamo (takrat še princeso) Elizabeto in starejšim bratom Charlesom. Po začetku materinega vladanja je napredovala na drugo mesto, vendar je trenutno že na 12. mestu.
Anne je poznana po svoji dobrodelnosti in je pokroviteljica več kot 200 organizacijam. Znana je tudi po svojem konjeniškem talentu. Na evropskih prvenstvih je osvojila dve srebrni medalji (1975) in eno zlato (1971), postala pa je tudi prva članica britanske kraljeve družine, ki je tekmovala na olimpijskih igrah, in sicer je nastopila na poletnih olimpijskih igrah v Montrealu leta 1976. Od leta 1987 nosi naziv kraljevska princesa in je sedma nosilka tega naziva.
Leta 1973 se je poročila s kapitanom Markom Phillipsom, s katerim ima dva otroka in tri vnuke. Ločila sta se leta 1992. Nekaj mesecev po ločitvi se je poročila s poveljnikom Timothyjem Laurenceom.

## Zgodnje življenje in izobrazba
Anne se je rodila v kraljevi rezidenci Clarence House v Londonu 15. avgusta 1950 ob 11:50 kot drugi otrok in edina hči britanske princese Elizabete in princa Filipa, vojvode Edinburškega ter drugi vnuk britanskega kralja Jurija VI. in kraljice Elizabete. Krščena je bila v glasbeni sobi v buckinghamski palači 21. oktobra 1950. Krstil jo je yorški nadškof Cyril Garbett.
Skrb zanjo in za njeno zgodnjo izobrazbo v buckinghamski palači je bila prepuščena guvernanti Catherine Peebles, ki je predhodno vzgajala že njenega starejšega brata Charlesa. Po smrti kralja Jurija VI. je njena mama Elizabeta postala kraljica. Ker je bila Anne takrat še zelo majhna, se ni udeležila kronanja.
Maja 1959 so jo vključili v ponovno ustanovljeno družbo Girl Guides, ki sta jo nekoč obiskovali tudi njeni mama in teta. V njem se je Anne lahko družila z dekleti svoje starosti. Družba je delovala do leta 1963, ko je bila Anne poslana v internat. Istega leta so jo vpisali na šolo Benenden. Zaključila jo je leta 1968 z odličnimi ocenami: šestimi O-ji po lestvici GCE (General Certificate of Education) in dvema A-jema.
V naslednjih letih je začela hoditi na zmenke. Njen prvi fant je bil leta 1970 Andrew Parker Bowles, ki se je kasneje poročil s Camillo Shand. Pozneje sta se ločila in Camilla je čez leta postala druga žena Anninega brata Charlesa.

## Prvi zakon
V sredo, 14. novembra 1973, na petindvajseti rojstni dan njenega brata princa Charlesa, se je princesa Anne poročila z Markom Phillipsom, poročnikom v kraljičini gardi. Obred, ki je potekal v opatiji Westminster, je preko televizije po vsem svetu spremljalo okoli 100 milijonov ljudi. Po poroki je par zaživel na posestvu Gatcombe Park. Mark je na začetku leta 1974 napredoval v kapetana, obenem pa je bil imenovan za osebnega pomočnika kraljice Elizabete II. Leta 1989 sta Anne in Mark napovedala, da se nameravata ločiti, saj je njun zakon že več let propadal. Ločila sta se 23. aprila 1992.
Ob poroki so Marku, ki ni imel nobenega dednega naziva, ponudili naziv grofa, vendar je to zavrnil. Zaradi tega tudi njuna otroka, Peter in Zara Phillips, ne nosita plemiških nazivov.
Anne je 29. decembra 2010 prvič postala babica, ko sta sin Peter in njegova žena Autumn dobila hčerko Savannah. 29. marca 2012 sta dobila še drugo hčerko Islo. Tretja vnukinja Mia Grace, prvi otrok hčere Zare in njenega moža Mikea Tindalla, se je rodila 17. januarja 2014. 5. januarja 2018 sta Zara in Mike sporočila, da poleti pričakujeta svojega drugega otroka.

## Poskus ugrabitve
Ko sta se princesa Anne in Mark Phillips 20. marca 1974 vračala z dobrodelne prireditve na Pall Mallu v buckinghamsko palačo, je bil njun šofer prisiljen ustaviti, saj jih je blokiral ford escort. Voznik forda Ian Ball je skočil iz avtomobila in začel streljati s pištolo. Na to se je odzval inšpektor James Beaton, princesin osebni varnostnik, ki je skočil iz avtomobila in poskusil zaščititi princeso ter razorožiti Balla. Beatonovo orožje se je zataknilo in v tem času ga je ustrelil Annin voznik Alex Callender, ki je skušal streljati na Balla. Novinar Brian McConnell, ki je bil v bližini in je skušal posredovati, je bil ustreljen v prsi. Ball se je približal Anninemu avtomobilu in ji povedal, da jo namerava ugrabiti in jo zadrževati do izplačila odkupnine med dvema in tremi milijoni funtov, ki bi jih dal državni zdravstveni službi. Nato jo je želel prisiliti, da bi izstopila iz avtomobila, vendar se mu je uprla in ga začela tolči. Nato mu je ušla skozi vrata na drugi strani limuzine, kakor je to prej storila njena spremljevalka Rowena Brassey. V bližini se je nahajal nekdanji boksar Ron Russell, ki je udaril Balla po zadnji strani glave, nato pa odvedel Anne na varno. Policist Michael Hills je uspel poklicati okrepitve tik preden ga je Ball ustrelil. Na pomoč je prihitel policist Peter Edmonds, ki je aretiral Balla.
Beaton, Hills, Callender in McConnell so bili vsi prepeljani v bolnišnico in so uspešno okrevali. Kraljica je bila v času incidenta na obisku v Indoneziji. Po vrnitvi je odlikovala vse, ki so rešili njeno hčer. Beaton je za obrambo princese Anne dobil kraljičino odlikovanje Jurijev križ (George Cross), Hills in Russell pa Jurijevo medaljo (George Medal). Callender, McConnell in Edmonds so bili odlikovani s Kraljičino galantno medaljo (Queen's Gallantry Medal). Anne je obiskala Beatona v bolnišnici in se mu zahvalila za pomoč. O dogodku je spregovorila tudi v televizijski oddaji Parkinson leta 1974, kjer je povedala, da se je do potencialnega ugrabitelja obnašala trezno in vljudno, saj je menila, da bi bilo neumno, če bi se v tistem trenutku obnašala vzvišeno.
Ball je priznal krivdo za poskus umora in ugrabitve. Leta 2011 je bil še zmeraj pridržan v Broadmoorju v skladu z Zakonom o duševnem zdravju. Ta poskus ugrabitve je spodbudil zvišanje varnosti za kraljevo družino. O incidentu so leta 2006 posneli dokumentarec To Kidnap a Princess, zgodba pa je bila tudi navdih za roman Toma Clancyja Patriot Games in roman Antonie Fraser Your Royal Hostage.

## Drugi zakon
Anne se je poročila s poveljnikom v kraljevi mornarici Timothyjem Laurenceom 12. decembra 1992. Obred je potekal v cerkvi Crathie Kirk blizu gradu Balmoral na Škotskem, saj angleška cerkev takrat ni dovolila ponovnega poročanja razvezanim osebam, čigar prejšnji zakonci so bili še vedno živi, v svojih cerkvah. Škotska cerkev zakona ne šteje med zakramente, zato nima nobenega moralnega zadržka do ponovnega poročanja ločenih. S to poroko je Anne postala prva kraljeva ločenka, ki se je ponovno poročila, po vnukinji kraljice Viktorije, princesi Viktoriji, vojvodinji Hesseja in Rhineja, ki se je leta 1905 poročila z vojvodo Cirilom Vladimirovičem iz Rusije. Tako kot Mark pred njim tudi Timothy ni sprejel plemiškega naziva. Par si je kupil stanovanje na Dolphin Squareju v Londonu. Pozneje sta ga prodala in sedaj prebivata izmenično v palači St James in na posestvu Park Gatcombe. Otrok nimata, prav tako Timothy nima otrok iz prejšnjih zvez.

## Sodne sankcije
Marca 2001 je Anne plačala kazen v višini 400 funtov zaradi prehitre vožnje. Kaznovana je bila tudi leto pozneje, ko je njen pes Dotty napadel dva otroka v kraljevem parku Windsor Great Park. Naložena ji je bila globa v višini 500 funtov in dodatno usposabljanje za psa.

## Konjeništvo
Ko je bila stara 21 let, je Anne postala evropska prvakinja s konjem po imenu Doublet. Leta 1971 je bila tudi izglasovana za BBC-jevo športno osebnost leta. Več kot pet let je tekmovala tudi z britansko ekipo in leta 1975 na evropskem prvenstvu osvojila srebro tako z ekipo kot tudi med posamezniki. Naslednje leto je s kraljičinim konjem Goodwillom kot članica britanske ekipe tekmovala tudi na olimpijskih igrah v Montrealu. Po koncu aktivne kariere je bila med letoma 1986 in 1994 predsednica Mednarodne konjeniške zveze. V tem času je 5. februarja 1987 kot prva članica kraljeve družine sodelovala kot tekmovalka v BBC-jevem televizijskem kvizu A Question of Sport.